# Pedro G. Romero
Pedro G. Romero (Aracena, Huelva, 1964) és un artista i crític d'art espanyol que es va llicenciar en Belles Arts a Sevilla, ciutat on viu i treballa. És un artista polifacètic que ha dut a terme una intensa activitat a través de múltiples disciplines: escultor, pintor, performer, autor teatral, guionista, etc., a més de crític d'art i literatura, editor, assagista i expert en flamenc. El tema central del seu treball és la reflexió i la recerca sobre la imatge com a punt de resistència davant el temps, ja sia un temps històric, biològic, psicològic o verbal. En els seus treballs es constata una preocupació constant per la desaparició de l'autoria.

## Biografia
El 1986 fa la seva primera exposició individual i el 1988 exposa Magatzem d'idees a la sala Montcada de la Fundació la Caixa, a Barcelona. Entre el 1988 i el 1992 mostra a la Galería Fúcares de Madrid exposicions com R.A.R.O. i Un mundo raro. Va projectar La sección áurea, títol de l'exposició del 1989 a la Fundación Luis Cernuda de Sevilla. Des del 1987 comença a exposar les seves sèries sobre la bomba atòmica, com El tiempo de la bomba (sala d'Unicaja, Màlaga, 1993) o El saco de la risa (Galería Tomás March, València, 1995) o El fandango de la bomba (Diputación de Huelva, 1996). També fa exposicions individuals en ciutats com Barcelona, Nova York o Milà, i països com el Brasil o Alemanya. Des de l'any 2000 treballa en els projectes de l'Archivo F.X. i Máquina P.H., en què té com a material de treball la iconoclàstia i el flamenc, respectivament.
La seva obra està en col·leccions com la del MACBA, la de la Fundació “La Caixa”, el Museo Nacional Centro de Arte Reina Sofía, el Museu de Belles Arts d'Àlaba, la Diputació de Granada i el Centro Andaluz de Arte Contemporáneo.